# Przezcewkowa elektroresekcja gruczołu krokowego
Przezcewkowa elektroresekcja gruczołu krokowego (stercza, prostaty), TURP (od ang. transurethral resection of the prostate) – zabieg polegający na wycinaniu kolejnych warstw tkanki gruczolaka stercza elektroresektorem wyposażonym w monopolarną elektrodę tnącą, przy zastosowaniu prądu o wysokiej częstotliwości i mocy cięcia 200 W. 

## Historia
Przezcewkowa elektroresekcja gruczołu krokowego znana jest w praktyce urologicznej przeszło 70 lat. Na przestrzeni tego okresu była wielokrotnie modyfikowana i udoskonalana, aż stała się podstawową chirurgiczną metodą w BPH (łagodny rozrost gruczołu krokowego). Obecnie określana jest mianem „złotego standardu” chirurgicznego leczenia, do którego porównywane są inne interwencyjne metody terapii. 

## Wskazania do przezcewkowej elektroresekcji gruczołu krokowego
Głównymi wskazaniami do tego zabiegu są: 
- objawy ze strony dolnych dróg moczowych nieustępujące po leczeniu farmakologicznym
- nawracające zatrzymanie moczu
- krwiomocz spowodowany przez BPH
- niewydolność nerek lub poszerzenie górnych dróg moczowych w przebiegu BPH
- kamica pęcherza moczowego
- nawracające zakażenia układu moczowego w przebiegu BPH
- narastanie zalegania moczu po mikcji w przebiegu BPH.

## Przeciwwskazania
Do przeciwwskazań zaliczyć należy: zesztywnienie stawów biodrowych uniemożliwiające ułożenie chorego w pozycji ginekologicznej oraz rozległe uchyłki pęcherza moczowego, wymagające wycięcia z dostępu przezpęcherzowego. Przeciwwskazaniem do elektroresekcji przezcewkowej jest także nieleczone zakażenie układu moczowego oraz zaburzenia krzepnięcia. 

## Przygotowanie do zabiegu
- Ocena objętości gruczołu krokowego na podstawie badania USG lub ultrasonografia przezodbytnicza (nie ma ustalonej górnej granicy objętości stercza przy kwalifikacji do TURP, natomiast wskazaniem do operacji  jest jego objętość powyżej 80–100 ml)[2];
- Nie zaleca się wykonywać przed zabiegiem cystoskopii, jeśli nie występują inne patologie układu moczowego[2];
- Włączenie (na 4–6 tygodni przed planowanym zabiegiem) inhibitorów 5α-reduktazy (finasteryd, dutasteryd) powoduje zmniejszenie objętości i unaczynienia stercza[4].

## Przebieg zabiegu
Zabieg polega na wycinaniu kolejnych warstw tkanki gruczolaka stercza pętlą tnącą. Dokonuje się tego konwencjonalnym elektroresektorem, wyposażonym w monopolarną elektrodę tnącą i zasilanym prądem o wysokiej częstotliwości i mocy do 200 W. Moc cięcia dostosowywana jest w czasie rzeczywistym do warunków za pomocą przetwornika, przekazującego ciągły sygnał do wyposażonego w mikroprocesor generatora. 
Obecnie elektroresekcję przezcewkową wykonuje się także w technice bipolarnej, umożliwiającej przeprowadzanie zabiegów w płynie fizjologicznym. Temperatura wytwarzana podczas cięcia jest niższa niż podczas tradycyjnej resekcji, dzięki czemu uszkodzenie termiczne okolicznych tkanek powinno być mniejsze. 
Badania porównujące technikę monopolarną i bipolarną wykazały: 
- podobną skuteczność wyrażającą się zmniejszeniem nasilenia objawów i zmniejszeniem zalegania po mikcji
- w części badań wykazano mniejszą utratę krwi przy wykorzystaniu techniki bipolarnej
- niektóre badania sugerują krótszy czas utrzymywania cewnika i czas hospitalizacji po zabiegu oraz słabiej wyrażone objawy podrażnieniowe po zastosowaniu techniki bipolarnej.

## Powikłania
Elektroresekcja przezcewkowa, mimo że jest metodą mniej inwazyjną niż operacyjne wyłuszczenie gruczolaka stercza, nie jest pozbawiona ryzyka powikłań, wśród których należy wymienić:
- masywne krwawienie śród- i pooperacyjne
- perforacja pęcherza moczowego
- uszkodzenie torebki chirurgicznej
- nietrzymanie moczu
- zwężenie cewki moczowej
- zespół poresekcyjny
- zapalenie najądrza
- zakażenie układu moczowego
- wsteczny wytrysk nasienia (do pęcherza moczowego).